# Gonatophragmium epilobii
Gonatophragmium epilobii är en svampart som beskrevs av U. Braun & C.F. Hill 2008. Gonatophragmium epilobii ingår i släktet Gonatophragmium och familjen Acrospermaceae.   Inga underarter finns listade i Catalogue of Life.